# Ruoqiang
Ruoqiang (cinese:若羌市; pinyin: Ruòqiāng Shì) è una città della contea di Ruoqiang, Prefettura autonoma mongola di Bayin'gholin nello Xinjiang, Cina. Venne usata da molti famosi esploratori come base di partenza per raggiungere i siti archeologici del deserto di Lop.

## Altri progetti

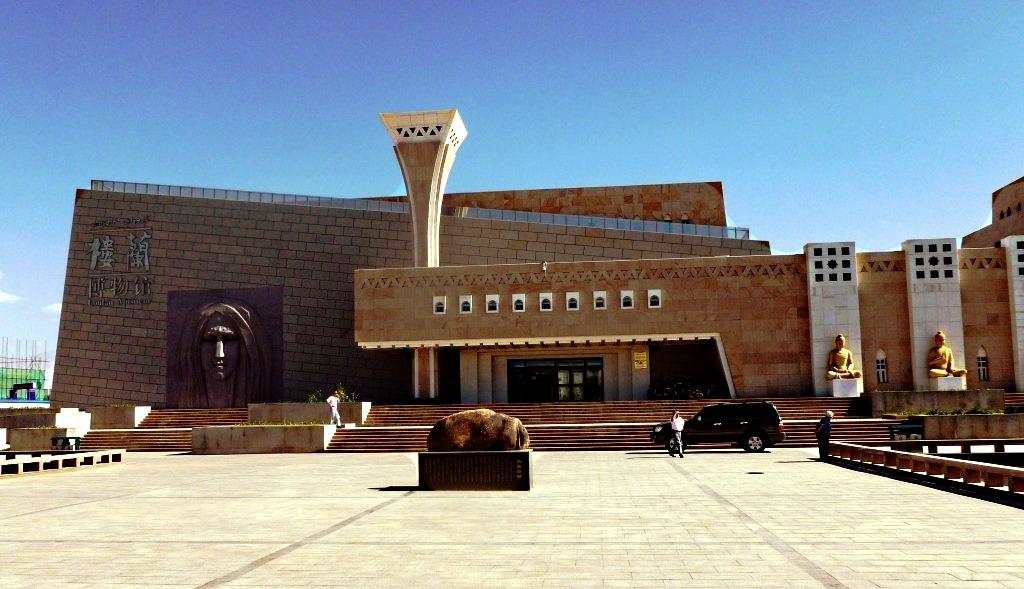
樓蘭博物館